# Джифленга
Джифлѐнга (на италиански: Gifflenga; на пиемонтски: Giflenga) е село и община в Северна Италия, провинция Биела, регион Пиемонт. Разположено е на 187 m надморска височина. Населението на общината е 135 души (към 2010 г.).